# Alberto Zaccheroni
Alberto Zaccheroni [alˈbɛrto dzakkeˈroːni] (* 1. April 1953 in Meldola, Emilia-Romagna) ist ein italienischer Fußballtrainer. Zaccheroni ist für sein taktisches 3-4-3 System bekannt.

## Karriere
Alberto Zaccheronis Fußballspieler-Karriere war verhältnismäßig kurz. Bereits im Alter von 30 Jahren wechselte er ins Trainergeschäft. Er begann seine Karriere bei Cosenza. Danach trainierte er in Riccione, San Lazzaro, Baracca, Venezia, den FC Bologna, bevor er wieder zu Cosenza zurückging.
Sein erster größerer Erfolg war der Aufstieg mit Udinese Calcio in die Serie A (1997/98). Zaccheroni führte den Verein auf den dritten Platz in der Serie A und so qualifizierte Udinese sich für den UEFA-Pokal. Zaccheronis große Erfolge bei Udinese erregten die Aufmerksamkeit vom AC Mailand, der ihn im Sommer 1998 als Trainer verpflichtete. Mit ihm trat auch Oliver Bierhoff den Wechsel vom Friaul in die Hauptstadt der Lombardei an. 2001 wurde Zaccheroni bei Milan durch Cesare Maldini ersetzt.
Einige Monate später sprang Alberto Zaccheroni für Dino Zoff bei Lazio ein. Nach vielen Niederlagen, wie etwa gegen den Stadtrivalen AS Rom (1:5), wurde er von Roberto Mancini ersetzt.
Ab dem 7. September 2006 trainierte Zaccheroni den FC Turin. Am 26. Februar 2007, nach sieben Niederlagen aus den vergangenen acht Spielen, wurde Zaccheroni vom abstiegsbedrohten Verein entlassen.
Am 29. Januar 2010 wurde Zaccheroni Cheftrainer von Juventus Turin. Er folgte damit Ciro Ferrara, schloss die Saison 2009/10 mit den Turinern auf dem siebten Rang ab und verließ zum Saisonende den Verein, nachdem sein Vertrag auslief und nicht verlängert wurde.
Ab August 2010 trainierte er die japanische Fußballnationalmannschaft. Japan war die erste Nation, die sich für die Fußball-Weltmeisterschaft 2014 qualifizierte. In Brasilien kam die Mannschaft jedoch nicht über die Vorrunde hinaus. Im Anschluss trat Zaccheroni von seinem Amt zurück.
Von Januar 2016 bis Mai 2016 trainierte Zaccheroni den chinesischen Erstligisten Beijing Guoan. Er war von 2017 bis 2019 Nationaltrainer der Vereinigten Arabischen Emirate.

## Erfolge als Trainer

### AC Mailand
- Italienische Meisterschaft: 1998/99

### Japanische Nationalmannschaft
- Asienmeisterschaft: 2011
- Fußball-Ostasienmeisterschaft: 2013

### Persönliche Auszeichnungen
- Fußballtrainer des Jahres in Italien: 1999
- Zum Besten Trainer der Serie A gewählt (an der Wahl nehmen alle Vereinstrainer der Serie A teil) : 1998, 1999